# Львов, Михаил Ростиславович
Михаил Ростиславович Львов (9 февраля 1927 года—24 июня 2015 года) — советский и российский учёный-педагог, член-корреспондент АПН СССР (1978), РАО (1992).

## Биография
Родился 9 февраля 1927 года в селе Павардаунис Алитуского района Литовской ССР.
С 1947 по 1952 годы — учитель математики, а затем русского языка и литературы средней школы № 5 г. Славгорода Алтайского края, одновременно учился на факультете русского языка и литературы Барнаульского государственного педагогического института, который окончил в 1953 году, специальность «учитель русского языка и литературы».
В 1958 году — назначен директором Славгородского педагогического училища Алтайского края.
С 1961 по 1964 годы — учёба в аспирантуре кафедры методики начального обучения МГПИ имени В. И. Ленина под руководством Л. Н. Скаткина.
В 1965 году — защитил кандидатскую диссертацию, тема: «Работа над сочинениями в III—IV классах».
С 1964 по 1975 год — работает в Магнитогорском государственном педагогическом институте: старший преподаватель, заведующий кафедрой педагогики и методики начального образования.
В 1974 году — защитил докторскую диссертацию, тема: «Тенденции формирования грамматического строя речи учащихся средней школы», докторская степень была присуждена в июне 1976 года.
В 1974 году — возвращается в Москву, в связи с приглашением работать в МПГИ имени В. И. Ленина: заведующий кафедрой русского языка и методики его преподавания в начальной школе (1974—1997), проректор по науке (1977—1988), до 2013 года не прерывал преподавательской деятельности.
В 1976 году — было присвоено учёное звание профессора.
В 1978 году — был избран членом-корреспондентом Академии педагогических наук СССР, в 1993 году — стал членом-корреспондентом Российской академии образования.
Михаил Ростиславович Львов умер 24 июня 2015 года в Москве, похоронен на подмосковном кладбище Ракитки.

### Память
В 2017 году кафедре русского языка и методики его преподавания в начальной школе присвоено имя профессора Михаила Ростиславовича Львова, в 2021 году — в Институте детства была создана кафедра начального филологического образования, которая является правопреемницей кафедры русского языка и методики его преподавания в начальной школе и продолжает носить его имя.
В 2017 году была проведена конференция, посвящённая 90-летию со дня рождения Львова, а в 2020 года проведена I Всероссийская научно-практическая конференция, которая получила название «Львовские чтения».

## Научная деятельность
Основная сфера научных интересов: проблемы дидактики и методики преподавания русского языка в школе.
Автор более 200 научных публикаций, в том числе 13 монографий, несколько школьных учебников, более десяти учебных пособий и справочников для вузов.
В МПГУ имени В. И. Ленина был председателем Диссертационного совета Д 212.154.08 «Теория и методика обучения и воспитания (русский язык и литература)», председателем Учебно-методической комиссии по педагогике и методике начального образования при Учебно-методическом объединении по образованию в области подготовки педагогических кадров (УМО).
Являлся членом редакционной коллегии журнала «Начальная школа» и одним из главных авторов журнала.
Под его руководством было защищено около 40 кандидатских диссертаций.
Читал лекции в области методики русского языка в ряде зарубежных стран.
В последние годы своей трудовой деятельности читал студентам курсы «Основы теории речи», «Методика развития речи», «Очерки истории методики русского языка», «Русские словари».
- Тенденции развития речи учащихся;
- Методика обучения русскому языку в начальных классах;
- Развитие речи учащихся в начальной школе;
- Работа над сочинением в начальных классах;
- Словарь антонимов русского языка;
- Общие вопросы методики русского языка;
- Методика развития речи младших школьников;
- Тенденции развития речи учащихся.
- Львов М. Р. Словарь антонимов русского языка: Более 2000 антонимичных пар / Под ред. Л. А. Новикова. — 2-е изд., испр. и доп. — М.: Русский язык, 1984. — 384 с.

## Награды
- Орден «Знак Почёта»
- Заслуженный деятель науки Российской Федерации (1997)[1]
- Медаль «В ознаменование 100-летия со дня рождения Владимира Ильича Ленина»
- Медаль «За освоение целинных земель»
- Медаль «Ветеран труда»
- юбилейные медали